# Багдадская башня
Международная башня Саддама- телевизионная башня на западе Багдада (Ирак). Башня является самым высоким сооружением в Ираке.

## История строительства
Строительство началось в 1992 году. Строительство длилось 2 года. Башню неоднократно реконструировали (2003, 2010). В 2003 году, когда башню оккупировали американские солдаты, её переименовали из «Международной башни Саддама» в «Багдадскую башню». В военном конфликте вторгнувшиеся войска не стали бомбить здание, так как оно могло упасть на соседние дома.
Башня была построена вместо старой телевизионной башни, которая была разрушена во время войны в Персидском заливе.

## Характеристика
Высота башни составляет 205 метров или 673 фута. Высота антенны — 55 метров
Сталь и бетон — материалы, которые применялись для строительства каркаса здания. Снаружи башня украшена арабскими арками и сама по себе напоминает минарет.
На самом высоком этаже находится вращающийся ресторан с простым названием «Багдадская башня».

## Интересные факты
- Башня была названа в честь Саддама Хусейна, однако неизвестно, посещал ли сам её Хусейн[2].
- Во время второй войны в Персидском заливе, башня была использована иракскими снайперами, чтобы уничтожить британских лётчиков[источник не указан 4715 дней].
- Иностранным и местным войскам очень понравилась еда в ресторане башни, что они не стали его грабить[2].

## Галерея
- Багдадская башня, декабрь 2010